# Edmundo Salas de la Fuente
Edmundo Salas de la Fuente (Lota, 9 de septiembre de 1935) es un político chileno, miembro del Partido Demócrata Cristiano (PDC).
Desde 2019 se desempeña como miembro del Consejo Regional del Biobío (CORE). Anteriormente ejerció el mismo cargo para el periodo 2014-2018, y fue además diputado por el distrito N.° 45, entre 1990 y 2006. 

## Biografía
Sus estudios los realizó en la Escuela Básica Matías Cousiño de Lota, y en el Liceo Educacional de Lota. Ingresó a la Pontificia Universidad Católica de Chile, Sede Talcahuano, donde estudió Relaciones Públicas.
De familia minera y evangélica, Edmundo Salas es evangélico de carácter pentecostal. Presentó uno de los primeros proyectos para aprobar la ley de culto. 
Se ha desempeñado como de empresario en diferentes rubros comerciales, desempeñándose además, como Relacionador Público de importantes empresas privadas. 
Inició sus actividades políticas al integrarse en 1960 al Partido Demócrata Cristiano. Desde ese año, hasta 1967, fue un destacado dirigente sindical. Regidor por la Comuna de Concepción, entre 1967 y 1973. Dentro de su partido ocupó diferentes cargos, tales como Consejero Provincial, Director Provincial del Departamento de Municipalidades y Delegado a la Junta Nacional de esta Colectividad. Entre 1982 y 1987 asumió la Presidencia Regional y Provincial del PDC. Asimismo, actuó como Director Provincial del Frente de Trabajadores. También fue nombrado Primer Presidente de la Alianza Democrática de Concepción en tiempos de la dictadura militar.
Al retorno de la democracia, fue elegido diputado por el Distrito N.° 45. de la VIII Región, del Bío-Bío, compuesto por las comunas de Coronel, Florida, Hualqui, Penco, Santa Juana y Tomé, para el período de 1990 a 1994. Durante su labor se integró a las comisiones de: Obras Públicas, Transportes y Telecomunicaciones y de Trabajo y Seguridad Social. Además, participó de la Comisión Especial de Igualdad de Cultos en Chile, dado su fe Cristiana, cercana al mundo evangélico.
En su segundo periodo como diputado (1994 a 1998), permaneció en las Comisiones de Obras Públicas, Transportes y Telecomunicaciones y de Trabajo y Seguridad Social. También, perteneció a las Comisiones Especiales de Bienes del Congreso, de Comercialización de Medicamentos y de la Investigadora de Irregularidades en la Empresa Nacional del Carbón (ENACAR).
En 1997 fue reelegido para el período de 1998 a 2002. Fue miembro de la Comisión de Obras Públicas, Transportes y Telecomunicaciones. Fue reelegido nuevamente Diputado. esta vez para el período 2002 a 2006, por el mismo distrito. Desde el 11 de marzo de 2002 fue Primer Vicepresidente de la Cámara de Diputados; también fue Jefe de la bancada de diputados Demócrata Cristianos.
Fue Jefe de la delegación chilena del Mercosur durante los años 2002-2006 e integrante de la comisión investigadora que viajó a Washington Estados Unidos, a reunirse con la Comisión del Senado Norteamericano, para investigar las cuentas de Augusto Pinochet en el Banco Riggs. 
Se presentó el año 2009 nuevamente como candidato a diputado, con el lema "Los valores de siempre, con ideas nuevas"; sin embargo, no obtuvo la reelección.
En noviembre de 2019 volvió al Consejo Regional, en reemplazo del renunciado Javier Guíñez Castro.

## Historial electoral

### Elecciones municipales de 1971
- Elecciones municipales de 1971 para la comuna de Concepción

Período 1971-1975 (Fuente: El Mercurio, 5 de abril de 1971)

### Elecciones parlamentarias de 1989
- Elecciones parlamentarias de 1989 a Diputado por el distrito 45 (Coronel, Florida, Hualqui, Penco, Santa Juana y Tomé)[4]

### Elecciones parlamentarias de 1993
- Elecciones parlamentarias de 1993 a Diputado por el distrito 45 (Coronel, Florida, Hualqui, Penco, Santa Juana y Tomé)[5]

### Elecciones parlamentarias de 1997
- Elecciones parlamentarias de 1997 a Diputado por el distrito 45 (Coronel, Florida, Hualqui, Penco, Santa Juana y Tomé)[6]

### Elecciones parlamentarias de 2001
- Elecciones parlamentarias de 2001 a Diputado por el distrito 45 (Coronel, Florida, Hualqui, Penco, Santa Juana y Tomé)[7]

### Elecciones parlamentarias de 2005
- Elecciones parlamentarias de 2005 a Diputado por el distrito 46 (Lota, Los Álamos, Arauco, Cañete, Contulmo, Curanilahue, Lebu y Tirúa  ) [8]

### Elecciones parlamentarias de 2009
- Elecciones parlamentarias de 2009 a Diputado por el distrito 45 (Coronel, Florida, Hualqui, Penco, Santa Juana y Tomé) [9]

### Elecciones de consejeros regionales de 2017
- Elecciones de consejero regional de 2017, a Consejero Regional por la circunscripción provincial Concepción III (Coronel, Hualqui, Lota, San Pedro de la Paz y Santa Juana)[10]

### Elecciones de consejeros regionales de 2021
- Elecciones de consejero regional de 2021, a Consejero Regional por la circunscripción provincial Concepción III (Coronel, Hualqui, Lota, San Pedro de la Paz y Santa Juana)[11]